# Провулок Тараса Шевченка (Київ)
Прову́лок Тара́са Шевче́нка — провулок в Шевченківському районі міста Києва, місцевості Козине болото, Старий Київ. Пролягає від Майдану Незалежності до Михайлівського провулку.
Прилучається Малопідвальна вулиця.

## Історія
Одна з найвужчих вулиць Києва. Провулок вперше згаданий як Козиноболотна вулиця в 1834 році (від місцевості Козине болото, де проходила вулиця). Згодом існував також під назвами Козиноболотська вулиця (Козиноболотський провулок), вулиця Козине Болото. Власники прибуткових будинків та умебльованих кімнат на провулку дбали про збільшення своїх прибутків, а тому саме вони брали активну участь у перейменуванні вулиці. У 1894 на прохання жителів вулиці і за поданням київського губернатора її було перейменовано на Хрещатицький провулок. Сучасна назва — з  1954 року.
В провулку під № 8-а розташований (у колишньому будинку Житницьких) Літературно-меморіальний будинок-музей Тараса Шевченка. Тут Тарас Шевченко проживав з весни 1846 року до свого арешту — 5 квітня 1847 року. Музей відкрили у 1928 році. Збереглися особисті речі поета: люлька зі слонової кістки, куманець, сорочка, подарована сестрою Яриною, білий полотняний костюм, гравюри,малюнки.

## Пам'ятки архітектури
- № 4 (прибутковий будинок;1898);
- № 8-А (будинок Житницьких, де мешкав Тарас Шевченко; 1835).

Будинки № 5, 7/1, 8, 9/2, 13, 15, 16, 18/19 зведені у 2-й половині XIX — на початку XX століття.

## Зображення

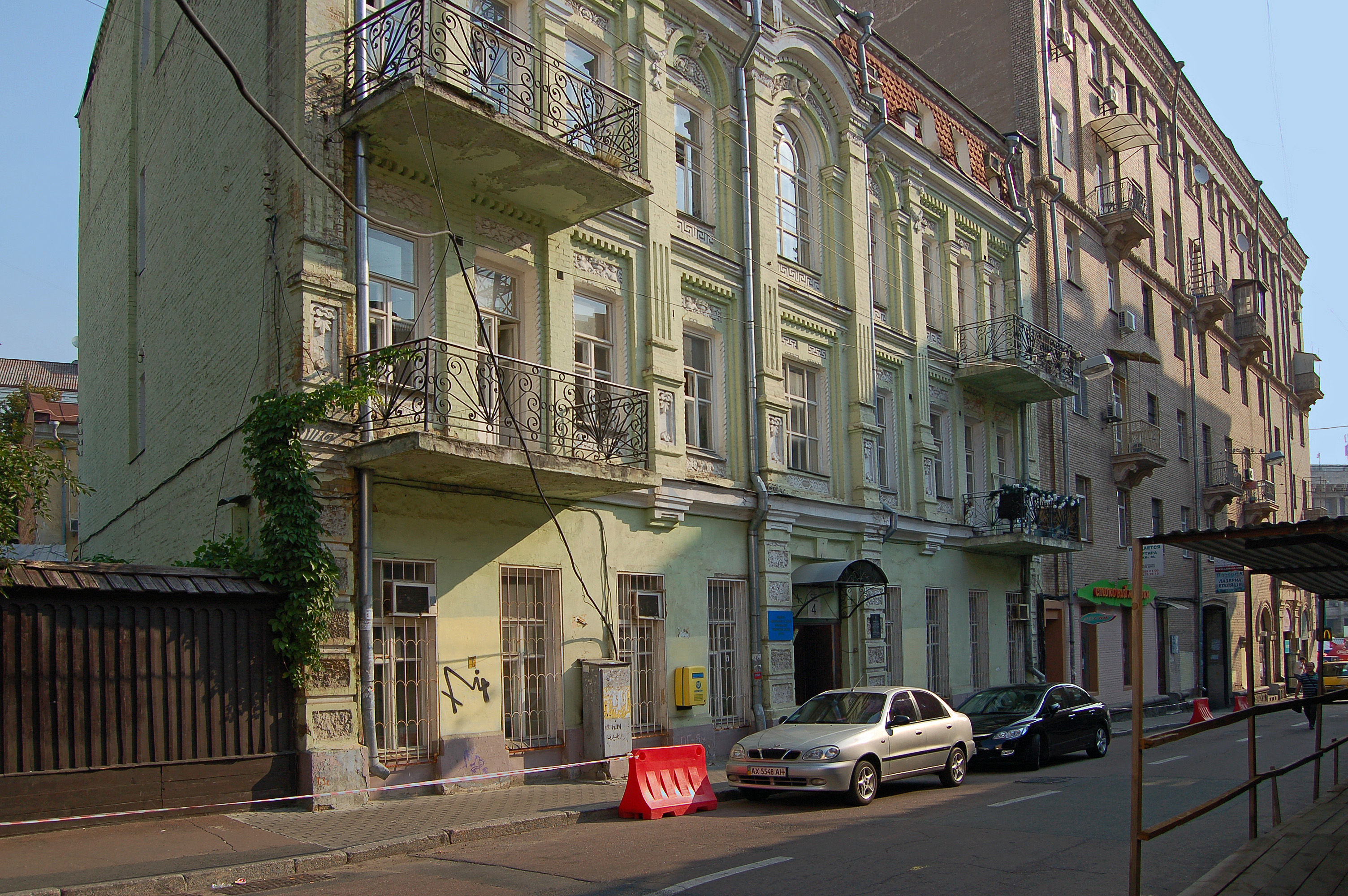
Будинок № 4
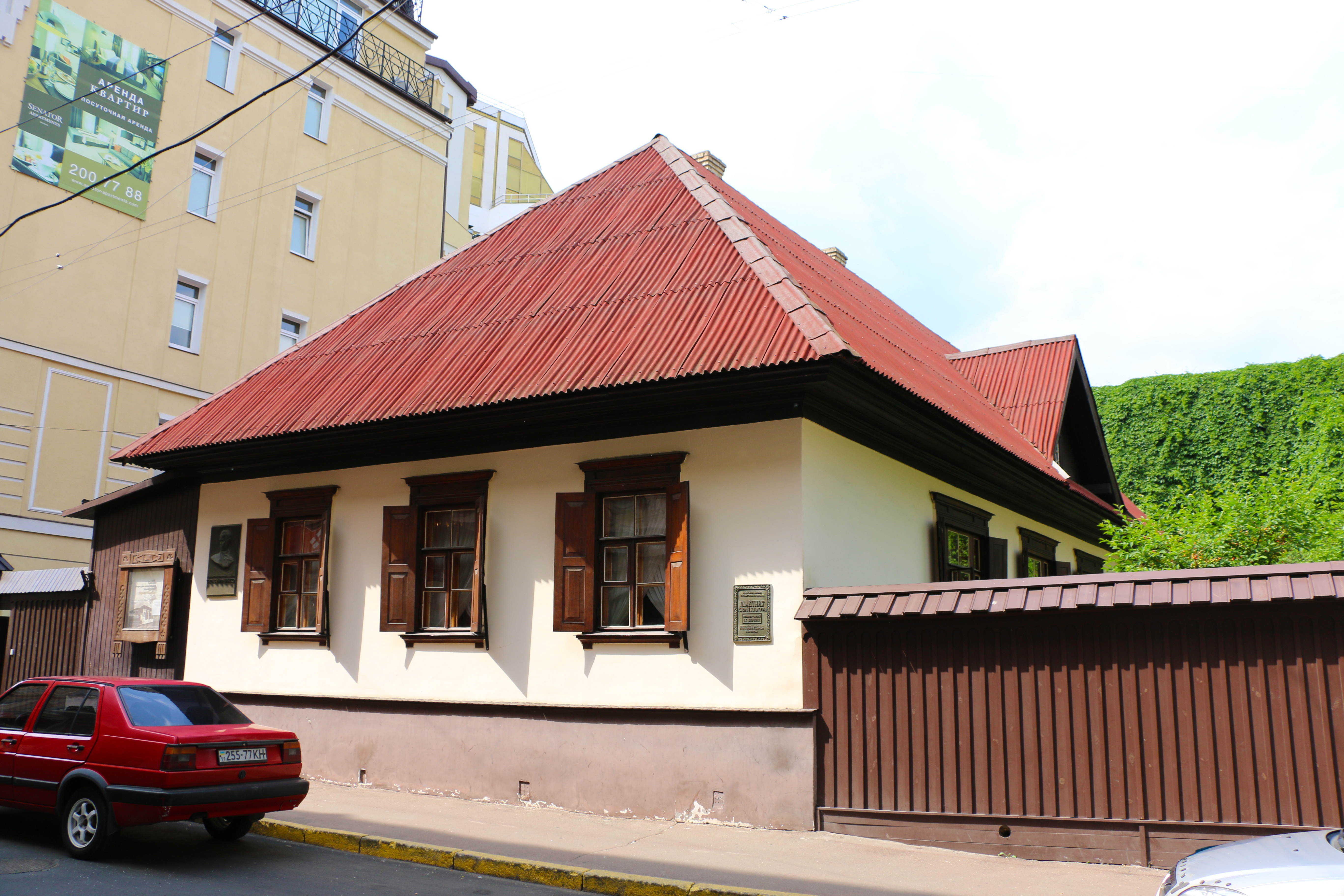
Будинок № 8-А
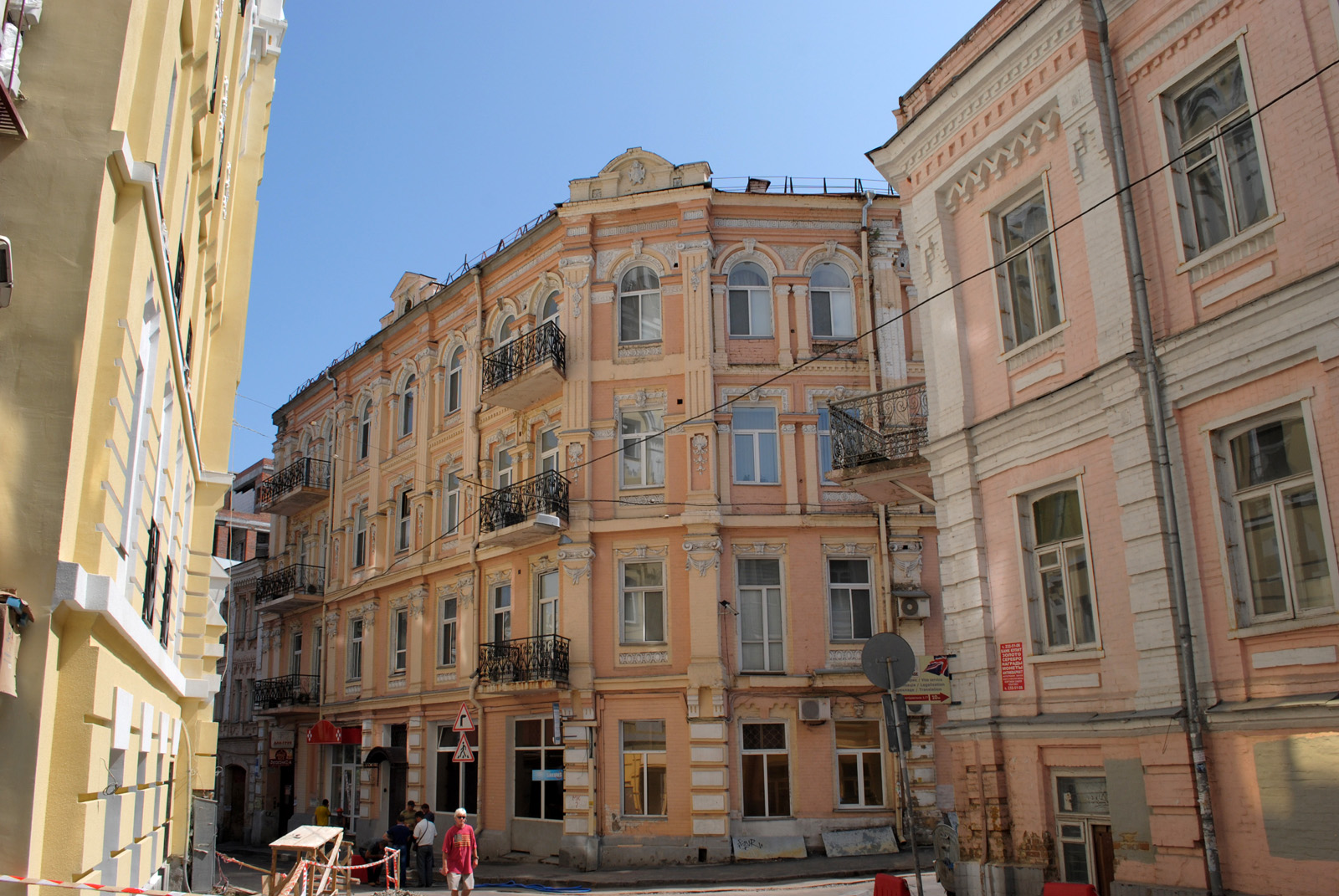
Будинок № 7/1